# NGC 5527
NGC 5527 (другие обозначения — MCG 6-31-81, ZWG 191.67, KUG 1412+366, PGC 50868) — галактика в созвездии Волопас.
Этот объект входит в число перечисленных в оригинальной редакции «Нового общего каталога».